# Jurij Nyrkow
Jurij Aleksandrowicz Nyrkow, ros. Юрий Александрович Нырков (ur. 29 czerwca 1924 w mieście Wysznij Wołoczok, w guberni twerskiej, zm. 20 grudnia 2005 w Moskwie) – rosyjski piłkarz, grający na pozycji obrońcy, reprezentant ZSRR, olimpijczyk.

## Kariera piłkarska

### Kariera klubowa
Wychowanek klubu Krylja Sowietow Moskwa. W 1942 został powołany do wojska, skąd skierowano go do Artyleryjskiej Szkoły Technicznej w Tambowie. Po jej ukończeniu w maju 1943 jako młodszy porucznik wysłany na Front Kaliniński. Po zreformowaniu jednostki uczestniczył w wyzwoleniu Polski, doszedł ze swoim pułkiem do Szczecina. 11 maja 1945 zakończył wojnę na ulicach Berlina. W 1945 rozpoczął karierę piłkarską najpierw w drużynie Grupy Wojsk Radzieckich w Niemczech. Podczas meczów towarzyskich z CDKA Moskwa otrzymał propozycję zasilenia składu głównej drużyny wojskowej. W maju 1947 został służbowo przeniesiony do Moskwy. Najpierw bronił barw drużyny rezerwowej, a od 1948 występował w pierwszej drużynie do jej rozformowania w 1952. W 1953 został piłkarzem MWO Moskwa. Zakończył karierę piłkarską w 1954 w odrodzonym CDSA Moskwa.

### Kariera reprezentacyjna
15 lipca 1952 zadebiutował w reprezentacji Związku Radzieckiego w wygranym 2:1 meczu z Bułgarią. W jej składzie uczestniczył w igrzyskach olimpijskich w Helsinkach w 1952 (drużyna radziecka odpadła w ⅛ finału).

## Kariera zawodowa
Po zakończeniu kariery piłkarskiej kontynuował służbę wojskową. W 1952 ukończył Szkołę Trenerską w Państwowym Centralnym Instytucie Wychowania Fizycznego. Do 1964 pracował w Grupie Wojsk Radzieckich w Niemczech. Potem był przeniesiony do Moskwy. Do października 1989 był szefem działu kadr Głównego Sztabu Generalnego ZSRR. Odszedł na emeryturę w stopniu generalmajora. Potem pracował na stanowisku Przewodniczącego Federacji Piłki Nożnej Rosyjskiej FSRR, jednocześnie pełniąc funkcje Wiceprzewodniczącego Federacji Piłki Nożnej ZSRR (1990-1991). Po rozpadzie ZSRR w 1992 stał na czele Komitetu Weteranów Rosyjskiego Związku Piłki Nożnej, a od 1995 pracował na stanowisku Prezesa Funduszu Weteranów Wojskowej Piłki Nożnej im. G. Fiedotowa.
Zmarł 20 grudnia 2005 w Moskwie i został pochowany na tamtejszym Cmentarzu Trojekurowskim.

## Sukcesy i odznaczenia

### Sukcesy klubowe
- mistrz ZSRR: 1948, 1950, 1951
- wicemistrz ZSRR: 1949
- zdobywca Pucharu ZSRR: 1948, 1951

### Sukcesy reprezentacyjne
- uczestnik Igrzysk Olimpijskich: 1952

### Sukcesy indywidualne
- wybrany do listy 33 najlepszych piłkarzy ZSRR: Nr 1 (1948, 1951), Nr 2 (1950, 1952)

### Odznaczenia
- sędzia kategorii republikańskiej: 1958
- tytuł Mistrza Sportu ZSRR
- tytuł Zasłużonego Mistrza Sportu ZSRR: 1985
- tytuł Zasłużonego Pracownika Kultury Fizycznej Rosyjskiej FSRR: 1993
- Order Wojny Ojczyźnianej klasy I (2-krotnie) oraz klasy II
- Order Czerwonej Gwiazdy
- Order „Za służbę Ojczyźnie w Siłach Zbrojnych ZSRR” klasy III
- Order Przyjaźni: 1997